# Bernard Croyet
Bernard Croyet, né le 6 juillet 1948 à Lyon, est un coureur cycliste professionnel de 1972 à 1978.

## Palmarès sur route

### Palmarès amateur
- 1966
  - 1re et 2e étapes du Circuit du Jura
- 1967
  - 3e du championnat de France des sociétés
  - 3e de Paris-Verneuil
- 1971
  - Paris-Briare
  - 2e du Grand Prix de l'Équipe et du CV 19e
- 1972
  - Trophée Peugeot
  - 3e du championnat d'Île-de-France
  - 3e de Paris-Dreux
  - 3e de Paris-Auxerre

### Palmarès professionnel
- 1974
  - 2e étape du Critérium du Dauphiné libéré

## Résultats sur les grands tours

### Tour de France
2 participations
- 1974 : 92e
- 1975 : hors délais (1reb étape)

### Tour d'Espagne
1 participation 
- 1974 : hors délais (11e étape)

## Palmarès sur piste

### Championnats de France
- 1966
  - 2e de la poursuite amateurs
- 1975
  - 3e de la poursuite
- 1977
  - 3e de la poursuite

### Championnats régionaux
- 1967
  - Champion d'Île-de-France de poursuite